# Францішек Броніковський
Францішек Броніковський (пол. Franciszek Bronikowski, 25 лютого 1907 — 1 грудня 1964) — польський академічний веслувальник.
Бронзовий призер Олімпійських Ігор 1928 року в складі розпашної четвірки зі стерновим.
Бронзовий призер Чемпіонату Європи 1926 (розпашні четвірки зі стерновим), 1929 (розпашні четвірки без стернового) років.